# Timothy Mo
Timothy Mo, wł. Timothy Peter Mo (ur. 30 grudnia 1950 roku w Hongkongu) – powieściopisarz anglochiński. Syn Chińczyka z Hongkongu i Brytyjki. Ukończył Kolegium św. Jana Uniwersytetu Oksfordzkiego w Wielkiej Brytanii. Po ukończeniu studiów pracował jako dziennikarz dla magazynów „New Statesman” oraz „Boxing News”. Założyciel oraz prezes wydawnictwa Padless Press, w którym wydaje swoje publikacje. W swoich powieściach odzwierciedla swoje chińsko-angielskie pochodzenie, w pisaniu swoich powieści posługuje się językiem angielskim. Laureat nagrody Geoffreya Fabera za książkę „Małpi król”.

## Wydane powieści
- „The Monkey King” (1978), w Polsce „Małpi król” (1994)
- „Sour Sweet” (1982), w Polsce „Kwaśno-słodki” (1991)
- „An Insular Possession” (1986)
- „The Redundancy of Courage” (1991)
- „Brownout on Breadfruit Boulevard” (1995)
- „Renegade or Halo2” (2000)
- „Pure” (2012)

## Źródła
- http://lubimyczytac.pl/autor/39504/timothy-mo
- https://literature.britishcouncil.org/writer/timothy-mo